# Ljubo Jurčić
Ljubo Jurčić (ur. 20 marca 1954 w Ružići) – chorwacki ekonomista, nauczyciel akademicki i polityk, parlamentarzysta, były minister gospodarki.

## Życiorys
Urodził się niedaleko miasta Grude w zachodniej części Bośni i Hercegowiny. Ukończył studia z zakresu ekonomii na Uniwersytecie w Zagrzebiu. Uzyskał następnie doktorat z nauk ekonomicznych. Zajął się działalnością naukową jako wykładowca akademicki. Został przewodniczącym chorwackiego towarzystwa ekonomistów.
30 lipca 2002 został ministrem gospodarki w koalicyjnym rządzie Ivicy Račana. Funkcję tę pełnił do 23 grudnia 2003. W 2003 i w 2007 jako bezpartyjny kandydat z ramienia Socjaldemokratycznej Partii Chorwacji był wybierany do Zgromadzenia Chorwackiego V i VI kadencji. Jest ekspertem SDP ds. gospodarczych, stanął na czele partyjnej rady ds. gospodarki i rozwoju, opracował strategię ekonomiczną tego ugrupowania przed wyborami parlamentarnymi w 2007. Lider SDP, Zoran Milanović, wysunął go wówczas jako kandydata na premiera, jednak decyzja ta nie była konsultowana z władzami partii (SDP po wyborach pozostała w opozycji). W 2009 Ljubo Jurčić był jednym z oficjalnych kandydatów socjaldemokratów na kandydata w wyborach prezydenckich, jednak nominację uzyskał wówczas Ivo Josipović.
W 2011 odszedł z SDP. Założył własne ugrupowanie, a także współtworzył koalicję wyborczą na potrzeby wyborów parlamentarnych w tym samym roku, która nie uzyskała żadnych mandatów. Później związany ze środowiskiem Milana Bandicia i jego ugrupowania. W 2021 wybrany na radnego miejskiego w Zagrzebiu.